# Jędrzejki
Jędrzejki – wieś w Polsce położona w województwie warmińsko-mazurskim, w powiecie ełckim, w gminie Kalinowo.
W latach 1975–1998 miejscowość administracyjnie należała do województwa suwalskiego.
W pobliżu wsi znajduje się m.in. cmentarz żołnierzy niemieckich poległych w obu wojnach światowych. Atrakcją dla płetwonurków jest rzadko spotykany rodzaj gąbki w jeziorze Białym.